# Кавеанья, Роберто
Роберто Кавеанья (порт.-браз. Roberto Caveanha; 7 июля 1944, Можи-Гуасу), более известный под именем Баба́ (порт.-браз. Babá) — бразильский футболист, нападающий.

## Карьера
Баба начал карьеру, выступая за клуб «Керамика». Там он начал играть в возрасте 15 лет, а с 16 лет начал выходить в составе основной команды клуба. Затем играл за клуб «Атлетико Гуасуану». В 1962 году он перешёл в «Гуарани», а с 1964 года стал выступать за основной состав команды. В том же году он сыграл в матче против чемпиона штата «Сантоса», в котором забил гол, а его клуб победил со счётом 5:1.
В середине 1965 году Баба был куплен клубом «Сан-Паулу». В 1967 году клуб набрал равное количество очков с «Сантосом», и для того, чтобы выявить чемпиона, назначили дополнительную игру. В ней «Сан-Паулу» проиграл со счётом 1:2, несмотря на гол Бабы на 42 минуте. В 1970 году он выиграл с клубом чемпионат штата, но был вынужден покинуть состав команды из-за конфликта с главным тренером Зезе Морейрой: футболист припарковал свою машину около стадиона в запрещенном для этого месте. Морейра увидел это и потребовал перестав автомобиль. Баба отказался и уехал с этого места только тогда, когда захотел сам. После ухода из команды, нападающий сказал о тренере: «Ваш Зезе относится к игрокам, как к школьникам». Всего за «Сан-Паулу» Баба провёл 211 матчей и забил 90 голов, дважды став лучшим бомбардиром команды в сезоне.
После ухода из «Сан-Паулу» Баба возвратился в «Гуарани». Затем играл за «Сан-Бенту», «Атлетико Паранаэнсе», затем вновь «Сан-Бенту», а завершил карьеру в «Колораду» в 1977 году. После завершения игровой карьеры, Баба работал спортивным секретарём муниципалитета Можи-Гуасу. А в 2007 году работал помощником своего брата Пери, работавшего советником в парламенте Можи-Гуасу. Также баллотировался на пост депутата Федерального собрания
Именем Бабы назван почётный диплом, вручаемый выдающимся жителям города Можи-Гуасу за спортивные заслуги. Также его именем назван турнир среди молодёжных команд.

## Международная статистика
| Матчи Бабы за сборную Бразилии | Матчи Бабы за сборную Бразилии | Матчи Бабы за сборную Бразилии | Матчи Бабы за сборную Бразилии | Матчи Бабы за сборную Бразилии | Матчи Бабы за сборную Бразилии | Матчи Бабы за сборную Бразилии |
| ------------------------------ | ------------------------------ | ------------------------------ | ------------------------------ | ------------------------------ | ------------------------------ | ------------------------------ |
| №                              | Дата                           | Место проведения               | Оппонент                       | Счёт                           | Голы                           | Турнир                         |
| 1                              | 17 декабря 1968                | Рио-де-Жанейро                 | Югославия                      | 3:3                            | 1                              | Товарищеский матч              |

## Достижения
- Чемпион штата Сан-Паулу: 1970

## Личная жизнь
У Бабы трое детей и четверо внуков.